# 绵阳北站
绵阳北站是位于四川省绵阳市涪城区一环路西段的一个铁路车站，邮政编码621000。车站建于1951年，有宝成铁路经过该站，现仅办货运业务，不办理客运业务。车站及其上下行区间均已电气化。车站距离宝鸡站552公里，隶属成都铁路局，是货运一等站。